# 665 a.C.

## Eventos
- Eurícrates foi feito rei de Esparta, reinou até 640 a.C. ano da sua morte, pertenceu à Dinastia Ágida.[1]

## Mortes
- Polidoro de Esparta foi feito rei de Esparta em 700 a.C., pertenceu à Dinastia Ágida.[1]